# Objazda (Namysłów)

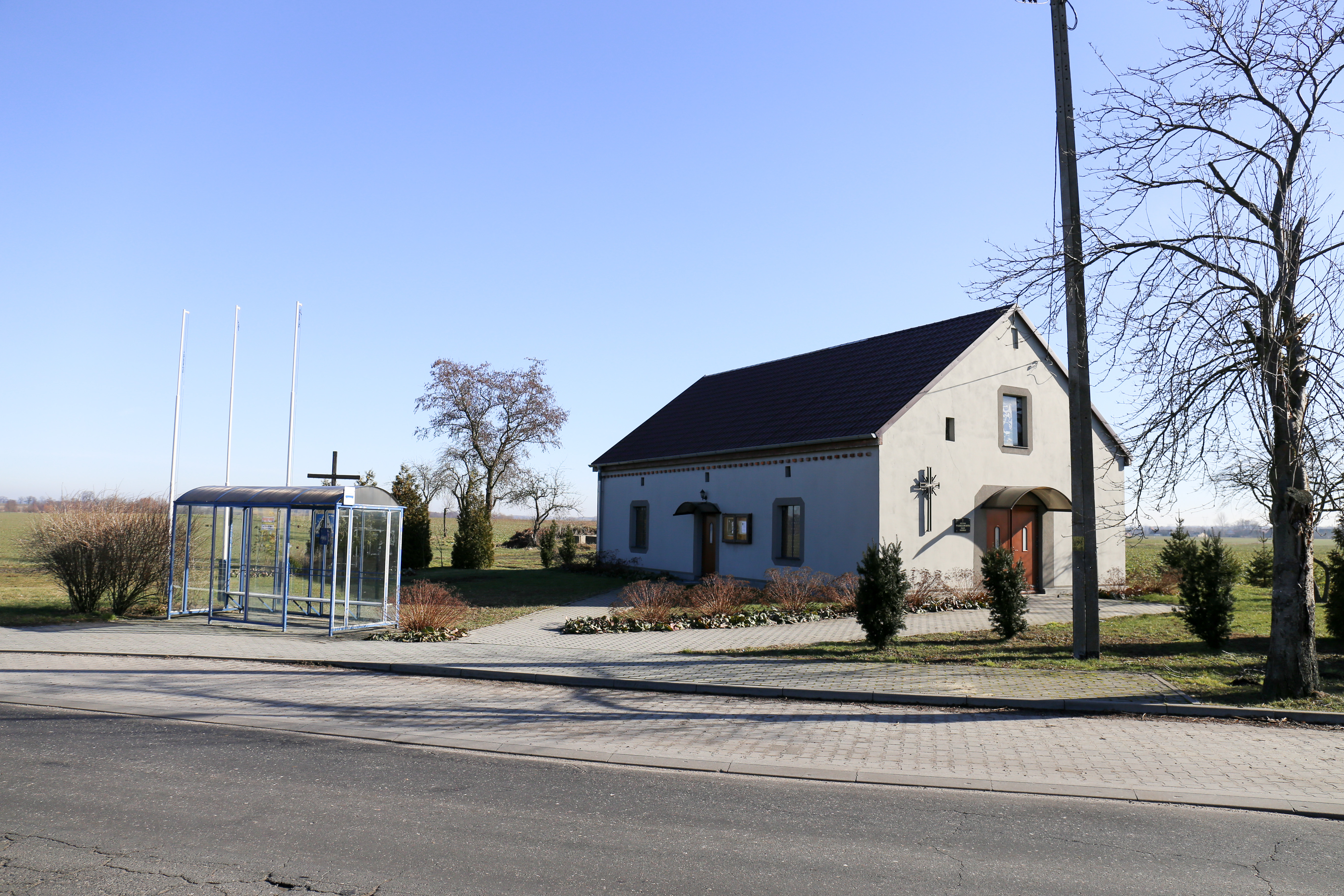
Heilig-Blut-Kapelle

Objazda (deutsch Obischau) ist eine Ortschaft in Niederschlesien. Der Ort liegt in der Gmina Namysłów im Powiat Namysłowski in der Woiwodschaft Opole in Polen.

## Geographie

### Geographische Lage
Das Straßendorf Objazda liegt sechs Kilometer nördlich der Gemeinde- und Kreisstadt Namysłów (Namslau) sowie 58 Kilometer nördlich der Woiwodschaftshauptstadt Opole (Oppeln). Der Ort liegt in der Nizina Śląska (Schlesische Tiefebene) innerhalb der Równina Oleśnicka (Oelser Ebene). Das Dorf liegt an der Sitnik, ein rechter Zufluss der Widawa. Östlich von Objazda liegt der See Jezioro Michalickie, ein Stausee der Widawa.

### Nachbarorte
Nachbarorte von Objazda sind im Westen Krzyków (Krickau), im Nordosten Kowalowice (Kaulwitz) und im Südosten Józefków (Jauchendorf).

## Geschichte
Die Ersterwähnung des Ortes stammt aus dem Jahr 1288 als Obes. 1360 wurde der Ort als Obesd sowie 1366 als Obschow erwähnt.
Nach dem Ersten Schlesischen Krieg 1742 fiel Obischau mit dem größten Teil Schlesiens an Preußen.
Nach der Neuorganisation der Provinz Schlesien gehörte die Landgemeinde Obischau ab 1816 zum Landkreis Namslau im Regierungsbezirk Breslau. 1845 bestanden im Dorf eine evangelische Schule, ein Schmied und 16 Häuser. Im gleichen Jahr lebten in Obischau 184 Menschen, davon 48 katholisch. 1874 wurde der Amtsbezirk Deutsch Marchwitz gegründet, welcher die Landgemeinden Altstadt, Deutsch Marchwitz, Jauchendorf und Obischau und den Gutsbezirken Altstadt und Jauchendorf umfasste.
1933 zählte der Ort 165, 1939 wiederum 174 Einwohner. Bis 1945 gehörte der Ort zum Landkreis Namslau.
Infolge des Zweiten Weltkrieges kam der Ort 1945 an Polen, wurde in Objazda umbenannt und der Woiwodschaft Schlesien angeschlossen. 1950 wurde Objazda der Woiwodschaft Opole zugeteilt. 1999 wurde es Teil des wiedergegründeten Powiat Namysłowski.

## Sehenswürdigkeiten
- Die römisch-katholische Heilig-Blut-Kapelle (poln. Kaplica Przenajświętszej Krwi Chrystusa) wurde zwischen 2010 und 2011 errichtet.[4]
- Stausee Jezioro Michalickie
- Hölzernes Wegekreuz